# Individualisering
Individualisering is het maatschappelijke proces waardoor mensen meer als individu dan als  groep in de samenleving komen te staan. Dit proces is met de industrialisatie op gang gekomen, en tegenwoordig wordt de westerse wereld als geïndividualiseerde wereld gezien.

## Opkomst
De industriële ontwikkelingen in de 20e eeuw hebben gezorgd voor een toename in de welvaart. Dit heeft er, samen met de democratiserings-beweging in de jaren 1960, toe geleid dat bepaalde groepen in de samenleving zich konden emanciperen. Werknemers kregen, georganiseerd in verschillende vakbonden, meer rechten, en vrouwen werden onafhankelijk van hun man.
Met de opkomst van de massamedia konden mensen buiten hun eigen, levensbeschouwelijke groep kijken, en zagen dat wat voor hen normaal was, ook anders kon. Dit maatschappelijke proces is bekend geworden als de ontzuiling.
Een gelijksoortig proces, de secularisering, hield in dat gelovigen zich van hun geloof afkeerden. Ook hiermee viel een bepaalde groepsbinding, die tussen gelovige en de godsdienstige gemeente, weg.
Bovengenoemde ontwikkelingen hebben de verzelfstandiging van het individu ten opzichte van de groep gemeen.

## Problemen
Een aantal problemen in de huidige samenleving wordt toegeschreven aan de individualisering, zoals de afname van de sociale cohesie. Ook het niet meer goed functioneren van de 'oude politiek' is hiervan een voorbeeld. In de verzuilde samenleving van voor de jaren 1960, was er nauwelijks contact tussen de individuen van verschillende zuilen. Er werden wel politieke afspraken gemaakt, maar dit gebeurde door de elites van de zuilen (eliteconsensus). Door de opkomst van massamedia werden de burgers mondiger en accepteerden zij niet langer elk compromis dat hen van bovenaf werd opgelegd. Deze onvrede over de elite heeft zich geuit in de opkomst van populistische partijen.
Tevens wordt gesteld dat individualisering leidt tot een afname van het aantal leden bij maatschappelijke organisaties. Voorbeelden hiervan zijn de daling van het aantal leden van politieke partijen, ontwikkelingsorganisaties, sportclubs en dorpsorkesten.

## Voordelen
Er wordt beweerd dat de afnemende groepsdwang ertoe leidt dat individuen zich beter kunnen uiten. Deze zelfontplooiing maakt dat er meer gebruik kan worden gemaakt van individuele talenten. De toegenomen vrijheid uit zich ook in een toegenomen vrijheid van meningsuiting, sociale vrijheid van vrouwen en tolerantie jegens homoseksualiteit.